# Cesa
Cesa – miejscowość i gmina we Włoszech, w regionie Kampania, w prowincji Caserta.
Według danych na rok 2004 gminę zamieszkiwało 7459 osób, 3729,5 os./km².